# Jaime de Mora y Aragón
Don Jaime de Mora y Aragón, noto anche con il soprannome Fabiolo e lo pseudonimo Der Graaf (Madrid, 18 luglio 1925 – Marbella, 26 luglio 1995), è stato un attore, pianista e cantante spagnolo.

## Biografia
Fratello maggiore della regina Fabiola del Belgio, don Jaime sin da giovanissimo dimostra di essere più interessato alla musica, al cinema e alla mondanità che non alle convenzioni della vita nobiliare. Da adolescente scappa di casa e viene ritrovato una settimana dopo mentre si guadagna da vivere dirigendo un'orchestrina da caffè a Madrid.

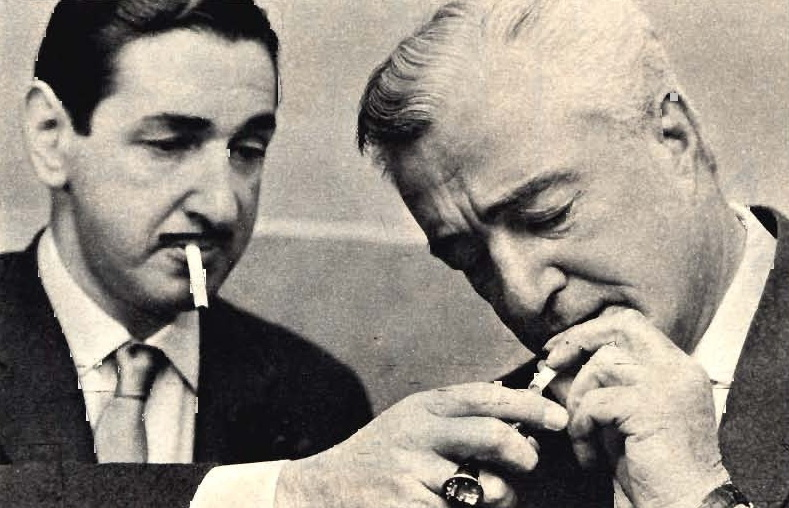
Don Jaime de Mora y Aragón con Vittorio De Sica

Si trasferisce a Roma alla fine degli anni cinquanta e in breve tempo diventa uno dei personaggi più noti della scena mondana (che Federico Fellini rappresenterà nel suo film La dolce vita), sia per il suo aspetto da dandy, elegante e con i baffetti, che per la sua fama di playboy, con frequenti apparizioni sui rotocalchi rosa. In breve tempo viene soprannominato, a causa di sua sorella, Fabiolo.
Di sé stesso dice: «Potrei vivere da milionario in Spagna, ma sarei infelice, preferisco fare debiti all'estero».
Il suo esordio come cantante avviene in seguito a un episodio che riguarda il matrimonio della sorella: a causa della sua vita sregolata, la sua presenza non è infatti gradita, e la corte belga fa in modo che gli venga ritirato il passaporto proprio qualche giorno prima, impedendogli di partecipare alla cerimonia; don Jaime scrive, in merito, Baldovino cha cha cha, dedicato all'illustre cognato re Baldovino del Belgio.

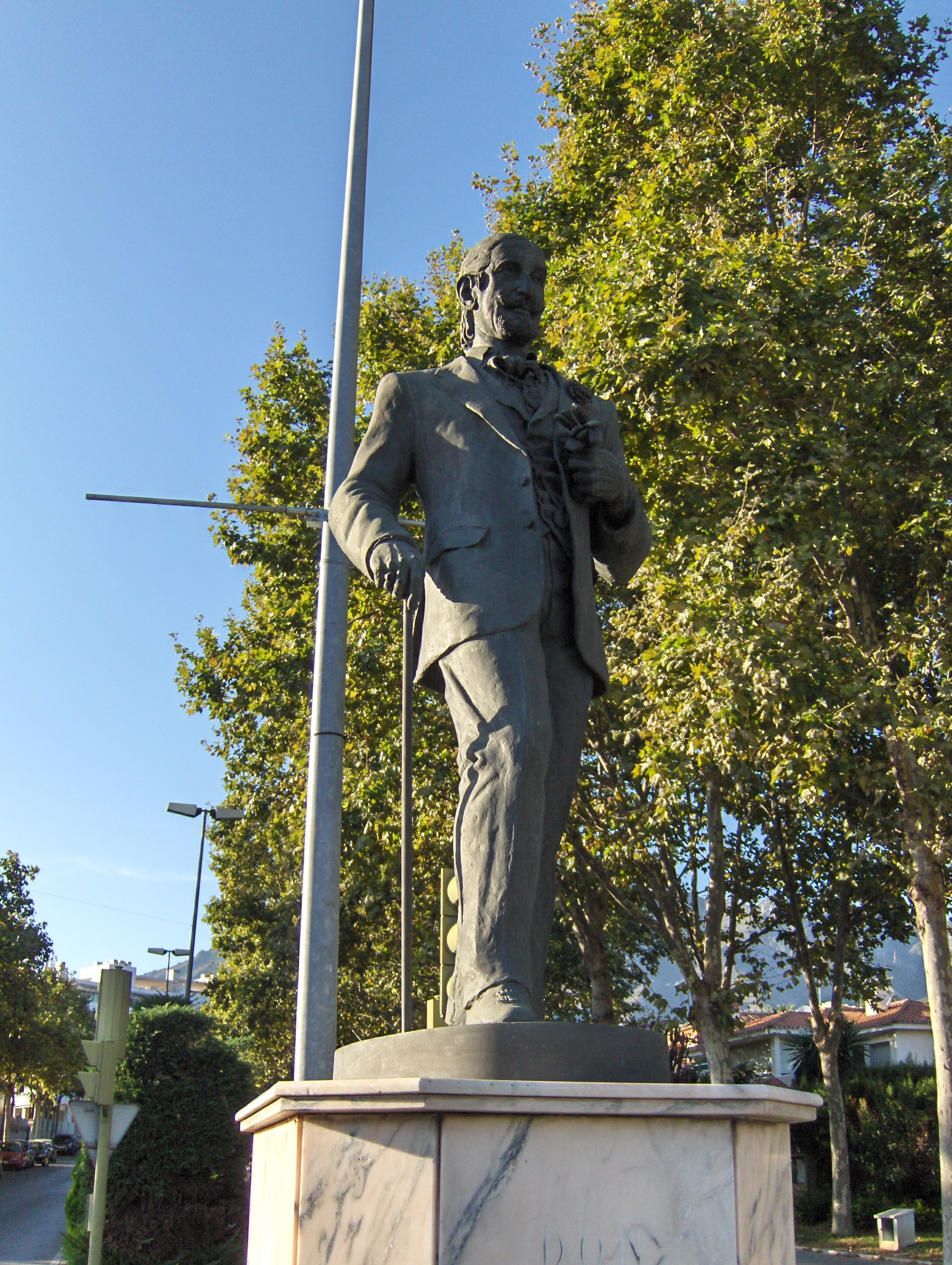
Statua di Don Jaime de Mora y Aragón a Marbella

Nel 1961 debutta come attore, grazie a Vittorio De Sica, recitando ne Il giudizio universale nella parte dell'ambasciatore.
Due anni dopo una sua canzone a tempo di beguine, Cristine, diventa un successo in tutta Europa, finendo però sotto gli strali della censura e venendo bandita dalla BBC. La canzone è dedicata a Christine Keeler, nota per il suo coinvolgimento nello scandalo Profumo, che causò le dimissioni di John Profumo e la caduta del governo di Harold Macmillan. Il pianoforte di don Jaime, accreditato con lo pseudonimo di Der Graaf, è accompagnato dalla voce di Miss X, pseudonimo che nasconde l'attrice britannica Joyce Blair. Anche la copertina del disco, uno dei singoli più venduti del 1963, è per quei tempi decisamente sexy.
Dopo altre apparizioni cinematografiche e dischi, verso la fine del decennio scappa da Roma, dopo alcune vicende legate a una truffa e a una successiva condanna a due anni di reclusione; continua comunque l'attività artistica, interpretando anche spot pubblicitari e fotoromanzi.
Negli anni settanta dirada progressivamente le apparizioni, dedicandosi a un'attività di rappresentante per il miliardario arabo Adnan Khashoggi. Dopo un infarto nel 1978, trascorre gli ultimi anni della sua vita a Marbella, dove muore nel 1995.

### Vita privata
Si sposa una prima volta nel 1943, a Caracas, con l'attrice messicana Rosa Arenas e, in seconde nozze, con la fotomodella svedese Margit Olhson.

## Discografia parziale

### EP
- 1968 - La vida en rosa

### Singoli
- 1961 - Sotto 'e stelle 'e Capri/Il giudizio universale
- 1967 - T'estimo (I Love You You Love Me!)/A Aranjuez pensant en tu (En Aranjuez con tu amor)

## Composizioni
- 1963 - Miss X Christine

## Filmografia parziale
- Il giudizio universale, regia di Vittorio De Sica (1961)
- El apartamento de la tentación, regia di Julio Buchs (1970)
- Nicola e Alessandra (Nicholas and Alexandra), regia di Franklin Schaffner (1971)
- Mania di grandezza (La folie des grandeurs), regia di Gérard Oury (1971)
- Cinque matti alla corrida (Les Charlots font l'Espagne), regia di Jean Girault (1972)